# Municipio de Morgan (condado de Woodbury)
El municipio de Morgan (en inglés, Morgan Township) es una subdivisión territorial del condado de Woodbury, Iowa, Estados Unidos. Según el censo de 2020, tiene una población de 148 habitantes.

## Geografía
Está ubicado en las coordenadas 42°20′23″N 95°43′23″O / 42.33972, -95.72306. Según la Oficina del Censo de los Estados Unidos, tiene una superficie total de 92.61 km², de la cual 92,59 km² corresponden a tierra firme y (0,02 %) 0,02 km² es agua.

## Demografía
Según el censo de 2020, hay 148 personas residiendo en la zona. La densidad de población es de 1,60 hab./km². El 94,59 % de los habitantes son blancos, el 0,68 % es asiático, el 1,35 % son de otras razas y el 3,38% son de una mezcla de razas. Del total de la población, el 2,03 % son hispanos o latinos de cualquier raza.